# Ginestra Paladino
Ginestra Paladino (Benevento, 20 ottobre 1974) è un'attrice italiana.

## Biografia
È figlia dell'artista di fama internazionale Mimmo Paladino. Esordisce come attrice nel 2003 con il film E io ti seguo con la regia di Maurizio Fiume.
Recita successivamente in Manuale d'amore con la regia di Giovanni Veronesi nel 2005. In televisione prende parte nel 2021 a Sabato, domenica e lunedì con la regia di Edoardo De Angelis e nel 2009 è nel cast della nona stagione di Distretto di Polizia.

## Filmografia

### Cinema
- E io ti seguo, regia di Maurizio Fiume (2003)
- Manuale d'amore, regia di Giovanni Veronesi (2005)

### Televisione
- Sabato, domenica e lunedì, regia di Paolo Sorrentino – film TV (2004)
- Distretto di Polizia 7, regia di Alessandro Capone – serie TV (2007)
- Crimini bianchi, regia di Alberto Ferrari – serie TV (2008)
- Distretto di Polizia 9, regia di Alberto Ferrari – serie TV, 15 episodi (2009)
- I bastardi di Pizzofalcone - seconda serie, regia di Alessandro D'Alatri – serie TV, episodio 2x02 (2018)
- Sabato, domenica e lunedì, regia di Edoardo De Angelis – film TV (2021)